# Strömbergsparken
Strömbergsparken (finska: Strömberginpuisto) är en park i Sockenbacka i Helsingfors. Den ligger på ett område, som tidigare  tillhörde Tali gård. Parken har en yta på 4 706 kvadratmeter. Den har fått sitt namn efter industrimannen Gottfrid Strömberg.
Parken har två delar. Den västra delen är frodig med träd och undervegetation i en ådal. Den östra delen av parken består av en delvis kal klippbacke, på vilken står en radiomast. Insprängt i berget finns ett skyddsrum. I denna del finns Lekparken Strömberg.
Rutiån rinner genom parken och har utvidgats med en damm. Vid vattenfallet finns en terrass. En stentrappa leder upp till övre delen av vattenfallet. På vintern fryser vattenfallet delvis till.
På Rutiåns stränder växer bland andra fackelblomster och kaveldun. I samband med byggandet av Spårjokern år 2021 ändrades den lilla tunneln under Sockenbackavägen till en stor undergång, som underlättar passagen till Tali koloniträdgård och Smedjebacka.

## Lekparken Strömberg
I Lekparken Strömberg ligger Tali gårds tidigare portvaktshus, som också har använts som bostad för Helsingfors stadens florist och plantskoleskötare. Vid radiomasten finns två amfiteaterliknande konstruktioner. Den mindre ligger nära ett bevarat skyddsrum från krigsåren på 1940-talet.